# Özlem Kaya
Özlem Kaya (ur. 20 kwietnia 1990 w Göle) – turecka lekkoatletka specjalizująca się w biegach średnich, dwukrotna olimpijka.
W latach 2006–2009 trzykrotnie startowała na mistrzostwach Europy w biegach przełajowych, jednakże bez powodzenia. Uczestniczka młodzieżowych mistrzostw Europy w Ostrawie (2011). Rok później wystartowała na mistrzostwach Europy w Helsinkach oraz na igrzyskach olimpijskich w Londynie, lecz za każdym razem zmagania kończyła na eliminacjach. Czternasta zawodniczka mistrzostw Starego Kontynentu w Zurychu (2014). W 2015 wystąpiła w halowych mistrzostwach Europy w Pradze. W tym samym roku zdobyła pierwszy medal w seniorskiej imprezie – był to srebrny medal uniwersjady z Gwangju oraz zajęła trzynaste miejsce na światowym czempionacie w Pekinie. Brązowa medalistka mistrzostw Europy z Amsterdamu oraz uczestniczka olimpiady w Rio de Janeiro (2016). W 2017 na eliminacjach biegu na 1500 metrów zakończyła występ podczas rozgrywanych w Belgradzie halowych mistrzostw Europy. W tym samym roku zajęła szóste miejsce na igrzyskach solidarności islamskiej oraz wystąpiła na światowym czempionacie w Londynie, odpadając w eliminacjach biegu przez przeszkody. Brązowa medalistka uniwersjady z Tajpej (2017).
Rekord życiowy: bieg na 3000 metrów z przeszkodami (stadion) – 9:30,23 (24 sierpnia 2015, Pekin).
Wielokrotna złota medalistka mistrzostw Turcji i mistrzostw krajów bałkańskich oraz reprezentantka kraju na drużynowych mistrzostwach Europy.

## Osiągnięcia
| Rok  | Impreza                                   | Miejsce                | Konkurencja                   | Lokata      | Wynik    |
| ---- | ----------------------------------------- | ---------------------- | ----------------------------- | ----------- | -------- |
| 2006 | Mistrzostwa Europy w biegach przełajowych | San Giorgio su Legnano | bieg juniorek                 | 70. miejsce | 14:23    |
| 2008 | Mistrzostwa Europy w biegach przełajowych | Bruksela               | bieg juniorek                 | 25. miejsce | 14:30    |
| 2009 | Mistrzostwa Europy w biegach przełajowych | Dublin                 | bieg juniorek                 | 57. miejsce | 15:45    |
| 2011 | Młodzieżowe mistrzostwa Europy            | Ostrawa                | bieg na 3000 m z przeszkodami | 11. miejsce | 10:12,05 |
| 2012 | Puchar Europy w biegu na 10 000 metrów    | Bilbao                 | bieg na 10 000 m              | 27. miejsce | 33:51,32 |
| 2012 | Mistrzostwa Europy                        | Helsinki               | bieg na 3000 m z przeszkodami | eliminacje  | 10:11,69 |
| 2012 | Igrzyska olimpijskie                      | Londyn                 | bieg na 3000 m z przeszkodami | eliminacje  | 10:03,52 |
| 2013 | Mistrzostwa Europy w biegach przełajowych | Belgrad                | bieg seniorek                 | 31. miejsce | 28:04    |
| 2014 | Superliga drużynowych mistrzostw Europy   | Brunszwik              | bieg na 1500 m                | 12. miejsce | 4:22,35  |
| 2014 | Superliga drużynowych mistrzostw Europy   | Brunszwik              | bieg na 3000 m z przeszkodami | 8. miejsce  | 9:58,97  |
| 2014 | Mistrzostwa Europy                        | Zurych                 | bieg na 3000 m z przeszkodami | 14. miejsce | 10:06,68 |
| 2014 | Mistrzostwa Europy w biegach przełajowych | Samokow                | bieg seniorek                 | 28. miejsce | 30:21    |
| 2015 | Halowe mistrzostwa Europy                 | Praga                  | bieg na 3000 m                | eliminacje  | 9:14,35  |
| 2015 | I liga drużynowych mistrzostw Europy      | Heraklion              | bieg na 3000 m z przeszkodami | 1. miejsce  | 9:43,07  |
| 2015 | Uniwersjada                               | Gwangju                | bieg na 3000 m z przeszkodami | 3. miejsce  | 9:37,79  |
| 2015 | Mistrzostwa świata                        | Pekin                  | bieg na 3000 m z przeszkodami | 13. miejsce | 9:34,66  |
| 2016 | Mistrzostwa Europy                        | Amsterdam              | bieg na 3000 m z przeszkodami | 3. miejsce  | 9:35,05  |
| 2016 | Igrzyska olimpijskie                      | Rio de Janeiro         | bieg na 3000 m z przeszkodami | eliminacje  | 9:32,03  |
| 2016 | Mistrzostwa Europy w biegach przełajowych | Chia                   | bieg seniorek                 | 13. miejsce | 26:12    |
| 2017 | Halowe mistrzostwa Europy                 | Belgrad                | bieg na 1500 m                | eliminacje  | 4:20,37  |
| 2017 | Igrzyska solidarności islamskiej          | Baku                   | bieg na 3000 m z przeszkodami | 6. miejsce  | 9:41,27  |
| 2017 | I liga drużynowych mistrzostw Europy      | Vaasa                  | bieg na 3000 m                | 3. miejsce  | 9:12,09  |
| 2017 | Mistrzostwa świata                        | Londyn                 | bieg na 3000 m z przeszkodami | eliminacje  | 9:37,06  |
| 2017 | Uniwersjada                               | Tajpej                 | bieg na 3000 m z przeszkodami | 3. miejsce  | 9:52,59  |
| 2017 | Mistrzostwa Europy w biegach przełajowych | Šamorín                | bieg seniorek                 | 26. miejsce | 28:16    |
| 2018 | Igrzyska śródziemnomorskie                | Tarragona              | bieg na 3000 m z przeszkodami | 5. miejsce  | 9:39,43  |
| 2018 | Mistrzostwa Europy                        | Berlin                 | bieg na 3000 m z przeszkodami | eliminacje  | 9:50,80  |
| 2018 | Mistrzostwa Europy w biegach przełajowych | Tilburg                | bieg seniorek                 | 24. miejsce | 27:41    |
| 2019 | Halowe mistrzostwa Europy                 | Glasgow                | bieg na 1500 m                | eliminacje  | 4:29,50  |
| 2019 | Mistrzostwa świata                        | Doha                   | bieg na 3000 m z przeszkodami | eliminacje  | 9:48,08  |
| 2021 | I liga drużynowych mistrzostw Europy      | Kluż-Napoka            | bieg na 3000 m z przeszkodami | 6. miejsce  | 9:58,76  |
| 2022 | Mistrzostwa Europy w biegach przełajowych | Turyn                  | bieg seniorek                 | 42. miejsce | 29:05    |